# Herbert Mullin
Pour les articles homonymes, voir Mullin.
Herbert Williams Mullin, né le 18 avril 1947 à Salinas en Californie et mort le 18 août 2022 à Stockton (Californie), est un tueur en série américain auteur de 13 meurtres en Californie au début des années 1970.

## Biographie
Herbert Mullin est né à Salinas mais a été élevé à Santa Cruz en Californie. Son père, un vétéran de la Seconde Guerre mondiale, est strict en matière d'éducation mais ne maltraite pas ses enfants. Il parle fréquemment de son passé guerrier héroïque et montre à son jeune fils comment utiliser un fusil. Mullin a de nombreux amis à l’école et est élu le « Most Likely to Succeed » (plus probable à réussir) par ses camarades de classe. Toutefois, peu après être sorti diplômé du secondaire, un de ses meilleurs amis est tué dans un accident de voiture : Mullin est anéanti par cet événement. Il construit un tombeau à son ami décédé dans sa chambre. Plus tard, il déclarera avoir peur d’être homosexuel, même s’il avait à l'époque une relation de longue durée avec une petite amie.
Mullin n’est pas très solidement bâti, pesant 55 kilogrammes pour 1,70 mètre. À son entrée dans le monde adulte, le comportement de Mullin devient de plus en plus instable. Il se sépare de sa petite amie, est obsédé par l'imminence de tremblements de terre, et demande à sa sœur d’avoir des relations sexuelles avec lui. Il déclare également vouloir partir en Inde pour y étudier la religion, un projet jamais réalisé.
En 1969, à l’âge de 21 ans, Mullin autorise sa famille à l'interner dans un hôpital psychiatrique. Durant les cinq années suivantes, il parcourt diverses institutions, mais en sort de sa propre initiative. Il éteint des cigarettes sur sa propre peau, tente d’embrasser le sacerdoce, est expulsé d’un appartement après avoir martelé de façon répétitive sur le plancher en criant à des gens qui n’étaient pas là.
Un profileur connu du FBI Robert K. Ressler affirme des années plus tard que Mullin souffre de schizophrénie paranoïde, que cette pathologie a commencé à se manifester dès ses dernières années de secondaire et que sa progression était favorisée (mais pas causée) par la consommation de cannabis, LSD ou d’amphétamines.

## Meurtres
En 1972, Mullin a 25 ans et a de nouveau déménagé avec ses parents à Santa Cruz. À cette période, il entend des voix qui lui annoncent un tremblement de terre imminent, et qu’il ne peut sauver la Californie qu’à travers le meurtre. Son anniversaire de naissance, le 18 avril est l’anniversaire du tremblement de terre de 1906 à San Francisco, Mullin interprète cette coïncidence comme un signe. Mullin croit que la guerre du Viêt Nam, à la manière d'un sacrifice à la nature, a entrainé assez de morts américaines pour empêcher les tremblements de terre. Mais l’ampleur de la guerre diminuant rapidement vers la fin 1972, il s'imagine qu'il doit tuer suffisamment de personnes pour éloigner l'apparition d'autres tremblements de terre.
Le 13 octobre 1972, Mullin bat à mort un sans-abri avec une batte de baseball. L’homme de 55 ans fait de l’auto-stop et Mullin le frappe après l'avoir incité à regarder le moteur de la voiture. Mullin déclarera par la suite que la victime était Jonas de la Bible qui lui avait envoyé un message télépathique lui disant de venir le chercher, de le lancer par-dessus le bateau et de le tuer pour que d’autres soient sauvés. Le corps de l’homme est retrouvé le lendemain.
La victime suivante est Mary Guilfoyle, 24 ans, que Mullin prend également en auto-stop. Il la poignarde à la poitrine pendant qu’il conduit, découpe son estomac, suspend ses intestins aux branches d’arbres et se débarrasse du corps dans les bois sur le bord de la route. Quand le corps est découvert, il est pris à tort pour une victime d’Edmund Kemper, un autre tueur en série qui sévit dans la région à la même époque. Les restes de son squelette sont trouvés plusieurs mois après sa mort : bien que la victime ait été tuée deux semaines après la précédente, les autorités ne font pas le lien entre les deux meurtres.
Quatre jours plus tard, un jeudi de novembre, Mullin fait une troisième victime en allant confesser ses péchés auprès d'un prêtre. Dans un état second, il croit que le prêtre, le père Henri Tomei, veut se porter volontaire pour être son prochain sacrifice pour garder à distance les tremblements de terre. Il bat le prêtre et le poignarde une demi-douzaine de fois. Le Père Tomei meurt ensanglanté dans le confessionnal mais un paroissien voit Mullin s’enfuir. La description du témoin n’aide pas la police.
Après ces meurtres, Mullin décide de rejoindre les Marines et passe les tests physique et psychiatrique avec succès. Son admission est compromise par des informations sur des arrestations mineures et des agissements asociaux de son passé. Ce refus renforce chez lui ses illusions paranoïaques de conspirations derrière lesquelles il voit un groupe influent de hippies.
Au mois de janvier 1973, Mullin a cessé de consommer des drogues, à l'addiction desquelles il imputera plus tard la responsabilité de ses actes. Possédant plusieurs fusils, il décide de tuer Jim Gianera, un ami de l’école secondaire qui lui a vendu de la marijuana. Lorsque Mullin se rend chez Gianera le 25 janvier 1973, il constate que ce dernier a déménagé, la maison est maintenant occupée par Kathy Francis qui lui donne la nouvelle adresse de Gianera. Mullin se rend chez Gianera, le tue avec sa femme d'une balle dans la tête, puis poignarde leurs corps de façon répétée. Il retourne ensuite chez Kathy Francis et l’abat avec ses deux fils âgés de neuf et quatre ans. Le père de famille - absent lors du massacre – est un trafiquant de drogues et les enquêteurs penseront que les cinq meurtres sont liés au trafic de drogue. Lors du procès, l’accusation soulignera que le meurtre de Kathy Francis met à bas les allégations de folie de Mullin parce qu’il l’a tuée pour éliminer un témoin qui pouvait le lier au meurtre des Gianera. Toutefois, dans le rapport sur ces meurtres rendu public, un profileur du FBI déclare que Mullin a tué la famille Francis en premier pour ensuite éliminer le couple Gianera.
Au début du mois de février 1973, Mullin se promène autour du Parc d’État de Cowell Redwoods (Henry Cowell Redwoods State Park) où il rencontre quatre adolescents qui campent. Il marche vers eux, s’engage dans une brève discussion, se présente comme garde forestier du parc, leur ordonne de partir parce qu’ils « polluent » la forêt, mais ils refusent. Il leur dit qu’il va revenir le lendemain mais les garçons, armés d'un fusil de calibre .22, ne le prennent pas au sérieux. Mullin revient sur les lieux, les abat et abandonne leurs corps qui ne sont retrouvés qu’une semaine plus tard.
Le dernier meurtre a lieu le 13 février. Mullin conduit seul lorsqu’il aperçoit un homme âgé d'origine hispanique qui tond son gazon. Mullin fait demi-tour, arrête son véhicule, pointe son fusil vers le jardin, tue l’homme, retourne à sa voiture et repart calmement. Le meurtre a lieu en milieu de journée devant des témoins dont l’un donne à la police le numéro d'immatriculation de la voiture. Mullin est capturé quelques minutes plus tard sans opposer de résistance En l’espace de quatre mois, Mullin a tué 13 personnes.

### Victimes
- Lawrence White, 55 ans. 13 octobre 1972.
- Mary Guilfoyle, 24 ans. 24 octobre 1972.
- Père Henri Tomei, 65 ans. 2 novembre 1972.
- Jim Ralph Gianera, 25 ans. 25 janvier 1973.
- Joan Gianera, 21 ans. 25 janvier 1973.
- Kathy Francis, 29 ans. 25 janvier 1973.
- Daemon Francis, 4 ans. 25 janvier 1973.
- David Hughes, 9 ans. 25 janvier 1973.
- David Allan Oliker, 18 ans. 6 février 1973.
- Robert Michael Spector, 18 ans. 6 février 1973.
- Brian Scott Card, 19 ans. 6 février 1973.
- Mark John Dreibelbis, 15 ans. 6 février 1973.
- Fred Perez, 72 ans. 13 février 1973.

## Procès et peine de prison
Après son arrestation, Mullin confesse ses crimes et déclare que des voix dans sa tête lui ont ordonné de tuer des gens pour prévenir un tremblement de terre. Il affirme qu'il n’y a pas eu de récent tremblement de terre grâce au travail qu'il a accompli.
Le procès de Mullin débute le 30 juillet 1973. Il est finalement accusé de 10 meurtres (il n'est pas accusé des trois premiers). Comme il reconnaît ses crimes, le sujet du procès est de déterminer s’il a toute sa raison et s'il était responsable et coupable de ses actions. Le fait qu’il ait maquillé des traces et fait preuve de préméditation dans certains de ses crimes est souligné par le procureur. La défense répond que l’accusé a un passé de malade mental et que plusieurs témoignages indiquent qu’il souffre de schizophrénie paranoïaque. Le 9 août 1973, le verdict est prononcé : Mullin est déclaré coupable de meurtre au premier degré dans les cas de Jim Gianera et Kathy Francis – parce qu’ils étaient prémédités – et pour les huit autres meurtres de meurtre au deuxième degré car commis sans préméditation. Condamné à la prison à vie, il peut demander une libération conditionnelle en 2025. Il est incarcéré à la prison d’État de Mule Creek (en) à Ione en Californie. Il meurt des suites d'une maladie le 18 août 2023.